# 大気信託訴訟
大気信託訴訟（たいきしんたくそしょう、atmospheric trust litigation）は、環境法の一部で、「公共信託と国際的責任の原理に基づき、政府は公益のために天然資源を管理しなければいけないと主張する」訴訟。

## 解説
具体的には、現在および将来の世代のために気候系を保護することを目的とした訴訟である。大気信託訴訟は、環境問題に対して責任を持つ当局者や省庁に対し、大気汚染や気候変動などの問題に対処するよう求めるものである。
大気信託訴訟の具体的な事例としては、ジュリアナ対アメリカ合衆国の訴訟がある。この訴訟では、若者たちがアメリカ政府に対し、気候変動の問題に対処する責任を果たすよう求めた。また、インドネシアでも大気汚染に関する訴訟が行われ、同国環境省が控訴する意向を示した。
大気信託訴訟は、環境問題に対して責任を持つ当局者や企業に対し、環境保護や持続可能な開発に向けた行動を促す重要な手段となっている。これらの訴訟は、環境問題に対する意識を高め、環境保護のための法的な枠組みを整備する上で重要な役割を果たしている。